# Bematistes epaea
Bematistes epaea is een vlinder uit de familie van de Nymphalidae. De wetenschappelijke naam van de soort is voor het eerst gepubliceerd in 1779 door Pieter Cramer.

## Verspreiding
De soort komt voor in de bossen van Senegal, Guinee-Bissau, Guinee, Sierra Leone, Liberia, Ivoorkust, Ghana, Togo, Benin, Nigeria, Kameroen, Equatoriaal Guinea en Gabon.

## Waardplanten
De rups leeft op Adenia cisampelloides (Planch. ex Hook.) Harms (Passifloraceae).